# Euploea distinctivissima
Euploea distinctivissima är en fjärilsart som beskrevs av Hans Fruhstorfer 1911. Euploea distinctivissima ingår i släktet Euploea och familjen praktfjärilar. Inga underarter finns listade i Catalogue of Life.